# 三堆村
三堆村位于中国浙江省丽水市庆元县百山祖镇，平均海拔1100米以上，是浙江省海拔最高的行政村之一。